# DDR-Meisterschaften im Boxen 1972

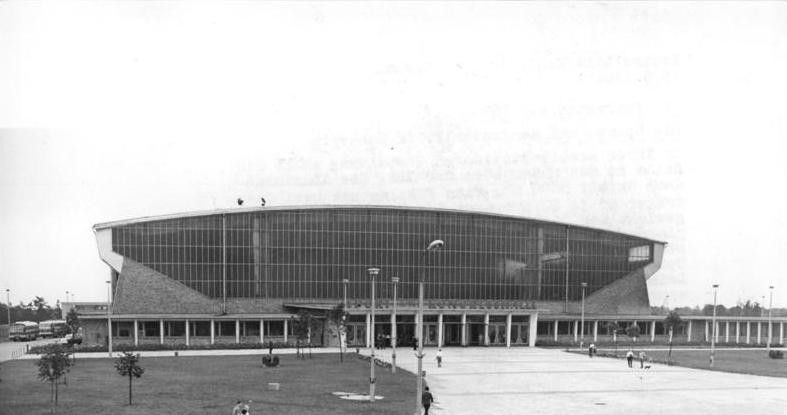
Austragungsort der DDR-Meisterschaften im Boxen 1972

Die DDR-Meisterschaften im Boxen wurden 1972 zum 24. Mal ausgetragen. Die Finalkämpfe fanden vom 13. bis 17. März in der Schweriner Sport- und Kongresshalle statt. Der SC Dynamo Berlin war mit drei Titeln der erfolgreichste Verein dieser Meisterschaft. Mit Rainer Blum, Stefan Förster, Ulrich Beyer, Manfred Weidner und Ottomar Sachse konnten fünf Boxer ihren Titel aus dem Vorjahr verteidigen.

## Endergebnisse
| Gewichtsklasse                  | Gold                                      | Silber                                  | Bronze                              | Bronze                                  |
| Halbfliegengewicht (bis 48 kg)  | Jochen Rocke TSC Berlin                   | Wolfgang Liebing SC Cottbus             | Wolfgang Seiler ASG Vorwärts Halle  | Gert Winkler SG Wismut Gera             |
| Fliegengewicht (bis 51 kg)      | Rainer Blum SC Dynamo Berlin              | Klaus Gertenbach TSC Berlin             | Reiner Langer TSC Berlin            | Hoffmann SC Magdeburg                   |
| Bantamgewicht (bis 54 kg)       | Stefan Förster SC Karl-Marx-Stadt         | Christian Zornow SC Traktor Schwerin    | Olaf Bonke SC Traktor Schwerin      | Krüger SC Cottbus                       |
| Federgewicht (bis 57 kg)        | Jochen Bachfeld SC Traktor Schwerin       | Hartmut Helmbold SG Wismut Gera         | Norbert Warnke SC Traktor Schwerin  | Wolfgang Lang ASK Vorwärts Frankfurt/O. |
| Leichtgewicht (bis 60 kg)       | Günter Radowski ASK Vorwärts Frankfurt/O. | Peter Fambach ASK Vorwärts Frankfurt/O. | Helmholz SC Magdeburg               | Löffler SC Karl-Marx-Stadt              |
| Halbweltergewicht (bis 63,5 kg) | Ulrich Beyer ASK Vorwärts Frankfurt/O.    | Siegfried Vogelreuter SC Leipzig        | Siebert TSC Berlin                  | Peter Rieger BSG Stahl Hennigsdorf      |
| Weltergewicht (bis 67 kg)       | Manfred Weidner SC Traktor Schwerin       | Peter Spilski SC Dynamo Berlin          | Hans J. Kaiser SC Leipzig           | Holger Klotzsch SC Karl-Marx-Stadt      |
| Halbmittelgewicht (bis 71 kg)   | Peter Tiepold SC Dynamo Berlin            | Roland Abraham SC Chemie Halle          | Lothar Bismarck SG Dynamo Magdeburg | Klaus Werner SC Leipzig                 |
| Mittelgewicht (bis 75 kg)       | Bernd Wittenburg SC Dynamo Berlin         | Hans-Joachim Brauske SC Chemie Halle    | Wolfgang Heimann SC Dynamo Berlin   | Wolfgang Donath SC Karl-Marx-Stadt      |
| Halbschwergewicht (bis 81 kg)   | Ottomar Sachse SC Chemie Halle            | Knut Anders TSC Berlin                  | Bresecke SC Karl-Marx-Stadt         | Reinhold Meissner SC Traktor Schwerin   |
| Schwergewicht (über 81 kg)      | Jürgen Fanghänel SC Karl-Marx-Stadt       | Dieter Limant ASK Vorwärts Frankfurt/O. | Bernd Anders TSC Berlin             | Eckhard Findeisen SC Traktor Schwerin   |

## Medaillenspiegel
| Platz | Verein | Verein                    | Gold | Silber | Bronze | Total |
| ----- | ------ | ------------------------- | ---- | ------ | ------ | ----- |
| 1     |        | SC Dynamo Berlin          | 3    | 1      | 1      | 5     |
| 2     |        | ASK Vorwärts Frankfurt/O. | 2    | 2      | 1      | 5     |
| 3     |        | SC Traktor Schwerin       | 2    | 1      | 4      | 7     |
| 4     |        | SC Karl-Marx-Stadt        | 2    | –      | 4      | 6     |
| 5     |        | TSC Berlin                | 1    | 2      | 3      | 6     |
| 6     |        | SC Chemie Halle           | 1    | 2      | –      | 3     |
| 7     |        | SC Leipzig                | –    | 1      | 2      | 3     |
| 8     |        | SC Cottbus                | –    | 1      | 1      | 2     |
| 8     |        | SG Wismut Gera            | –    | 1      | 1      | 2     |
| 100   |        | SC Magdeburg              | –    | –      | 2      | 2     |
| 110   |        | ASG Vorwärts Halle        | –    | –      | 1      | 1     |
| 110   |        | BSG Stahl Hennigsdorf     | –    | –      | 1      | 1     |
| 110   |        | SG Dynamo Magdeburg       | –    | –      | 1      | 1     |
|       | Total  | Total                     | 11   | 11     | 22     | 44    |